# Елда
 Тази статия е за рода растения.  За най-разпространения вид вижте Обикновена елда.  За града в Испания вижте Елда (град).
Ѐлда (Fagopyrum), наричана още гречка, е род покритосеменни растения от семейство Лападови (Polygonaceae). Някои видове се използват като зърнена храна, въпреки че не са част от семейство Житни (Poaceae).

## Полезна информация
За първи път хората започват да я отглеждат още преди 6000 години в Югоизточна Азия. В Индия наричат елдата „черен ориз“, а в другите страни е известна като „черна пшеница“. След старта на масовото ѝ отглеждане тя бързо си спечелва славата на една от най-разпространените храни за по-бедните обществени слоеве.
Родината на елдата е Индия, но най-популярна е в Русия (наричат я „гречка“).
Едногодишната елда е растение с бели цветове и с плод – торбести кутийки. Съдържа вещества, които повишават чувствителността на животните към светлината, а при говеда, свине и овце с непигментирана кожа предизвикват възпаление. Тя увеличава мускулната сила и издръжливост. Също така е полезна за спортуващите. Съдържа желязо, калций, калий, фосфор, йод, цинк и др. Елдата подхранва кожата, косата и ноктите. Също съдържа органични киселини (лимонена, ябълкова) и витамините А, С, PP, Р. Богата е на флавоноиди, които помагат за забавяне процесите на стареене.
В руската народна медицина се смята, че продължителната употреба на каша от елда помага при псориазис, а също така и эа отслабване.
Някои от видовете елда са:
- Fagopyrum cymosum – Многогодишна елда
- Fagopyrum esculentum – Обикновена елда
- Fagopyrum tartaricum – Татарска елда

Здравословни ползи от консумацията на елда:
1. Елдата е с по-ниско съдържание на въглехидрати в сравнение с редица зърнени култури, картофи и ориз. Това я прави отлична храна за диабетици, хора с наднормено тегло и специален хранителен режим.
2. В комбинация с мляко елдата значително подобрява работата на стомашно-чревния тракт и засилва метаболизма без да натоварва храносмилателната система, защото съдържа пектин.
3. Елдата спомага за стабилизирането на кръвната захар, което я прави подходяща не само за хора с диетичен режим, но и за диабетици.
4. Елдата съдържа хранителни вещества, които имат свойствата да извеждат холестерола от кръвта, както и да намаляват пропускливостта и чупливостта на стените на кръвоносните съдове. Тя е подходяща храна за хора, които страдат от хемороиди и разширени вени.
5. Елдата спомага за увеличението на мускулната сила и издръжливостта на спортистите, заради високото съдържание на белтъци в нея.
6. Елдата е богата на флавоноиди, които драстично забавят процесите на стареене.
7. Магнезият, който се съдържа в елдата, е много важен за профилактика на сърдечно-съдовата система.
8. Елдата се препоръчва и като средство за борба с ревматизъм и артрит, срещу атеросклероза, хипертония, и хипофункция на щитовидната жлеза, както и за подобряване на имунната система и запазване на добро зрение.
9. Гречката се прилага и в сферата на рефлексотерапията. Ходене на бос крак по зрънца елда позволява притискането на редица активни точки на ходилото.

Консумирането на елда крие риск от проява на алергични реакции, така че не се препоръчва на индивиди, които са алергични към зърнени култури, картофи, царевица и др.